# جوزيف نولز
جوزيف نولز (25 مارس 1910 - 13 سبتمبر 1993) (بالإنجليزية: Joseph Knowles)‏ هو لاعب كريكت بريطاني.